# Omoda
Omoda es una marca del fabricante de vehículos chino Chery que debutó en 2022. La marca se introdujo por primera vez en Rusia y Kazajistán en octubre de 2022, con el Omoda C5 como su primer modelo. El vehículo es un modelo rebautizado del crossover Chery Omoda 5 del mismo nombre.
En la mayoría de los mercados, la marca comparte los mismos distribuidores con la marca Chery. En algunos mercados, Omoda se posiciona como una "marca de lujo" en comparación con la marca Chery.
Según Chery, la letra "O" de Omoda deriva de la palabra "oxígeno", mientras que "Moda" significa moderno. El presidente de Chery, Zhang Guibing mencionó que Omoda atenderá a los clientes que forman parte de la Élite de la moda, un grupo de clientes orientados a la moda que son dinámicos, vanguardistas y centrados en la moda,

## Historia
En junio de 2022, se anunció la decisión de separar Omoda de la marca Chery y establecerla como una marca independiente para el mercado ruso. Según Chery, los automóviles de la marca Omoda en Rusia ocuparán el segmento medio-alto por encima de la marca Chery y por debajo de la marca Exeed (una subdivisión del mismo Chery). La compañía mencionó que la marca Omoda sería una "alternativa digna" a las marcas japonesas y alemanas que han suspendido sus actividades en Rusia. Su primer producto, el Omoda C5, salió a la venta en Rusia en octubre de 2022.

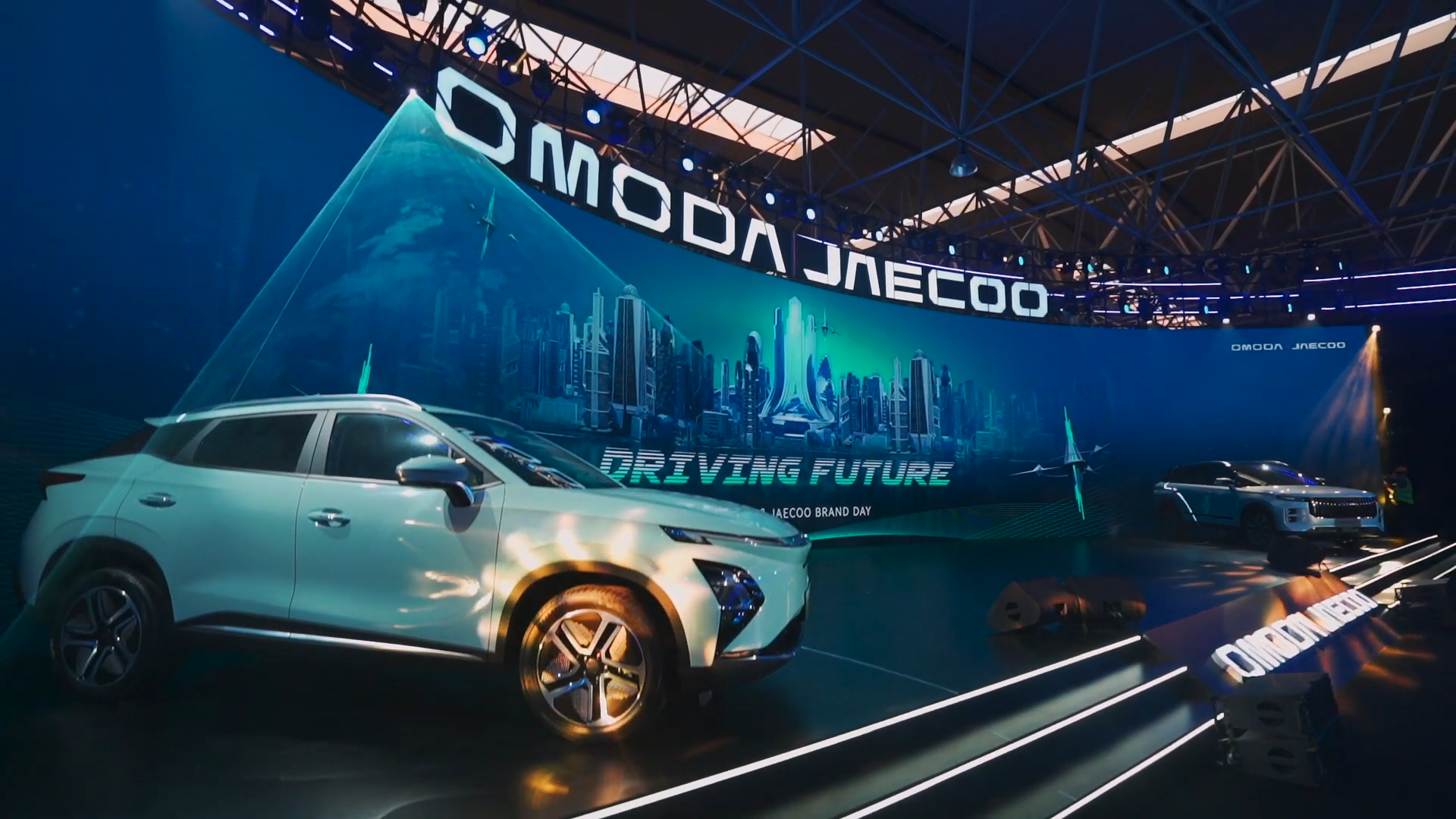
Lanzamiento de la marca Omoda en el Salón del Automóvil de Shanghái, 2023

El debut mundial de la marca Omoda 'se llevó a cabo en abril de 2023 en Wuhu, Anhui, China, y junto con la marca Jaecoo, Las dos marcas combinadas (denominada "O&J") tienen como objetivo alcanzar ventas globales de 1.400.000 unidades para 2030 (sin incluir a China). La dirección de la marca Omoda está encabezada por Zhang Guibing (CEO)  y Steve Eum (vicepresidente y gerente general de diseño de Chery en China). En el mismo mes, Chery estableció una empresa separada en China llamada Anhui Omoda Jaecoo Automobile Co., Ltd. como empresa de ventas. 
En abril de 2023, la marca Omoda se introdujo en Sudáfrica como una "marca de lujo". Si bien Omoda es una unidad comercial separada en el mercado, los automóviles de la marca Omoda se venden a través de los concesionarios Chery y cuentan con el respaldo del suministro de piezas y la atención al cliente de Chery. 
En mayo de 2023, Omoda en México se convirtió en una marca independiente de Chery ( llamada Chirey en México), lo que resultó en el cambio de marca de "Chirey Omoda 5" como "Omoda C5". La marca también anunció el lanzamiento planificado del "Omoda O5" y "Omoda C5 EV", y abrirá 70 distribuidores en todo el país compartidos con la próxima marca Jaecoo.
A mayo de 2023, el 45% de las ventas globales de Omoda fueron distribuidas en el mercado ruso.
Omoda entró en el mercado europeo en 2024, comenzando por España en marzo de 2024. En abril de 2024, Chery firmó un acuerdo de empresa conjunta con la empresa española EV Motors para construir vehículos Omoda en una antigua fábrica de Nissan en Barcelona, España. La marca llegó al Reino Unido en mayo de 2024, vendiendo el Omoda 5 y el Omoda E5. Omoda debutará oficialmente en Italia en julio de 2024 junto con Jaecoo, con el modelo Omoda 5.
En abril de 2024, Omoda presentó el Omoda 7 como su primer producto Omoda dedicado en Wuhu, Anhui.

## Modelos

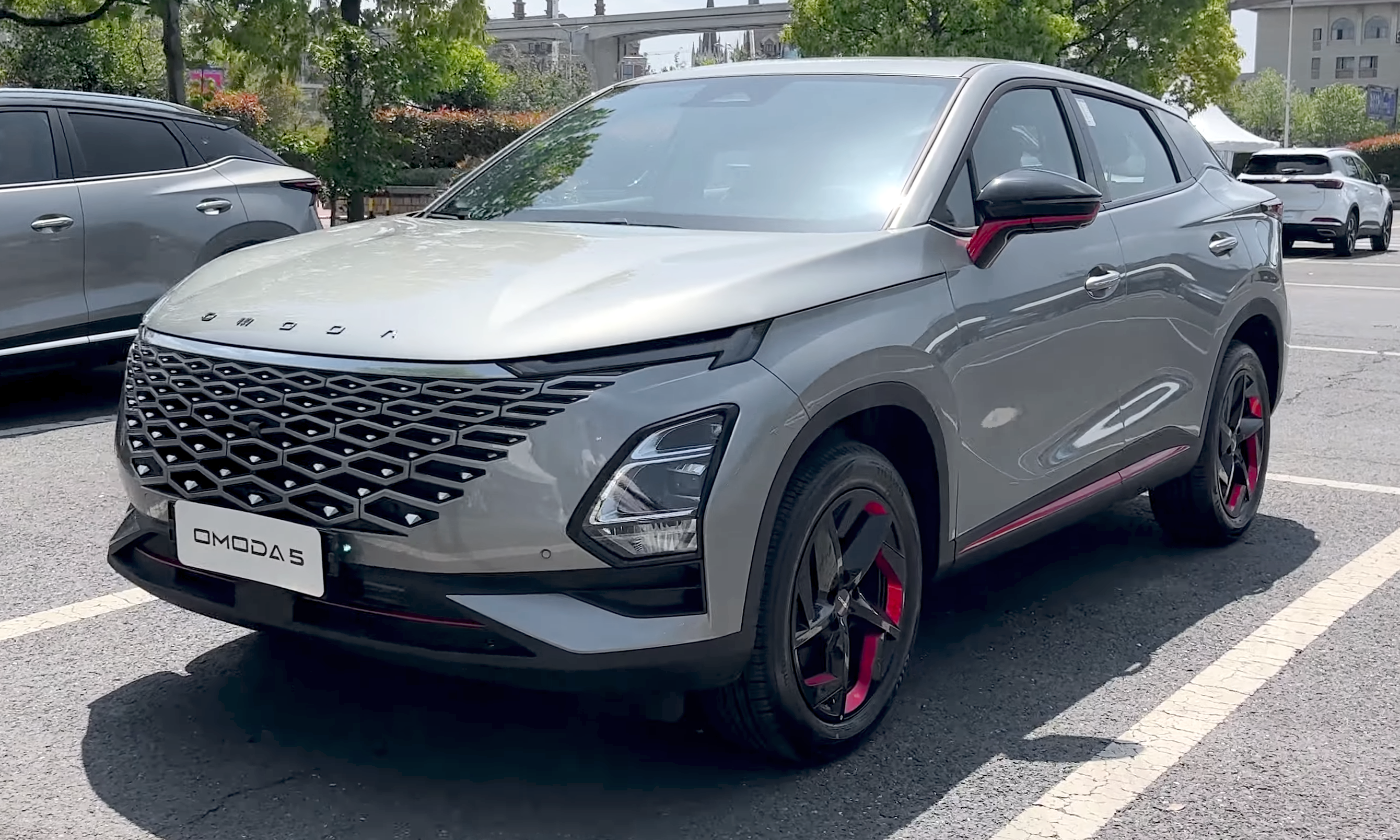
Omoda C5

### Actuales
- Omoda C5 (2022-presente), rebautizado como Chery Omoda 5
- Omoda S5/O5 (2023-presente), rebautizado como Chery Arrizo 5 Plus
- Omoda S5/O5 GT (2023-presente), Chery Arrizo 5 GT rebautizado

### Planificados
- Omoda C3, un Chery Tiggo 3x rebautizado[9][21]
- Omoda C5 EV[13]
- Omoda C7[22]
- Omoda C9[22]